# The Way You Look Tonight
"The Way You Look Tonight" là một bài hát từ bộ phim Swing Time được trình bày bởi Fred Astaire và soạn nhạc bởi Jerome Kern với lời của Dorothy Fields.

## Bảng xếp hạng

### The Lettermen
| Bảng xếp hạng (1961)                     | Vị trí cao nhất |
| ---------------------------------------- | --------------- |
| UK Singles (The Official Charts Company) | 36              |
| US Billboard Hot 100                     | 13              |
| US Billboard Easy Listening chart        | 3               |